# Touraj Daryaee
Touraj Daryaee (persisch تورج دریایی; * 1967) ist ein aus dem Iran stammender Historiker und Iranist. Er gilt international als Experte für die Geschichte des antiken Perserreiches, speziell des spätantiken Sassanidenreichs.
Er hat derzeit (August 2025) den Maseeh Chair in Persian Studies & Culture inne und ist Direktor des Dr. Samuel M. Jordan Center for Persian Studies an der University of California, Irvine (UCI). Er ist seit 2025 auch Hauptherausgeber der angesehenen Encyclopædia Iranica.
Daryaee wurde im Iran geboren und 1999 an der University of California, Los Angeles (UCLA) promoviert; Betreuer der Arbeit war Michael G. Morony, ein Spezialist für den Übergang des spätantiken zum frühislamischen Vorderen Orient. Daryaee lehrte an verschiedenen Universitäten, so an der UCLA und als Gastprofessor an der Universität Oxford. Seit 2016 lehrt er in Irvine.
Daryaee hat zahlreiche Arbeiten zur Geschichte des antiken Iran publiziert und ist Herausgeber zweier Handbücher zu diesem Thema: The Oxford Handbook of Iranian History (2012) und King of the Seven Climes. A History of the Ancient Iranian World (2017). Er hat daneben zahlreiche Bücher und Fachartikel veröffentlicht. Der Schwerpunkt seiner wissenschaftlichen Arbeit liegt auf dem Sassanidenreich, er betreibt auch eine diesbezügliche wissenschaftliche Webseite mit dem Namen Sasanika.